# 克里斯蒂安·艾克曼
克里斯蒂安·艾克曼（Christiaan Eijkman，1858年8月11日—1930年11月5日），荷兰医生、病理学家。艾克曼研究並顯示出脚气病是由於不良的飲食習慣造成，這導致他發現维生素。他與弗雷德里克·霍普金斯爵士一起獲頒诺贝尔生理学或医学奖。